# 小行星6004
小行星6004（英語：6004）是一颗围绕太阳公转的小行星。1988年12月11日，上田清二、金田宏在钏路市发现了此天体。
这颗小行星的绝对星等为170.8627506476687等。